# Auguste Duméril
Auguste Henri André Duméril (1812–1870) – francuski zoolog. Syn André Marie Constant Dumérila, również zoologa. Napisał Histoire naturelle des poissons (1865-70).